# Campeonato de Primera D 2021
El Campeonato de Primera D 2021, denominado por motivos de patrocinio Torneo Befol Anti-inflamatorio 2021, fue la septuagésima tercera edición del torneo, quinta categoría del fútbol argentino en el orden de los clubes directamente afiliados a la AFA. La disputaron un total de doce equipos, del 9 de mayo al 19 de diciembre.
El campeón fue el Club Social y Deportivo Liniers, que obtuvo el primer ascenso a la Primera C. Por su parte, el Club Atlético Puerto Nuevo consiguió el segundo al ganar el Torneo reducido.

## Ascensos y descensos
| Posición      | Ascendidos a la Primera C 2021 |
| ------------- | ------------------------------ |
| Campeón       | Claypole                       |
| Gan. 2.º asc. | Atlas                          |

| Descendidos de la Primera C 2020 |
| -------------------------------- |
| No hubo                          |

- De esta manera, el número de participantes disminuyó a 12 equipos.

## Equipos participantes
| Equipo                   | Ciudad           | Estadio                                 | Capacidad |
| ------------------------ | ---------------- | --------------------------------------- | --------- |
| Argentino                | Rosario          | José Martín Olaeta                      | 6800      |
| Central Ballester        | José León Suárez | No posee                                | -         |
| Centro Español           | Villa Sarmiento  | No posee                                | -         |
| Defensores de Cambaceres | Ensenada         | 12 de Octubre                           | 8500      |
| Deportivo Paraguayo      | Buenos Aires     | No posee                                | -         |
| Juventud Unida           | San Miguel       | Ciudad de San Miguel Deportivo Malvinas | 3200 -    |
| Liniers                  | San Justo        | Juan Antonio Arias                      | 3500      |
| Lugano                   | Tapiales         | José María Moraños                      | 1500      |
| Muñiz                    | Muñiz            | No posee                                | -         |
| Puerto Nuevo             | Campana          | Rubén Carlos Vallejos                   | 500       |
| Sportivo Barracas        | Buenos Aires     | No posee                                | -         |
| Yupanqui                 | Buenos Aires     | No posee                                | -         |

| 1. 2. 3. 4. 5. 6. |

### Distribución geográfica de los equipos
| Región                                   | Cant. | Equipos                                                                    |
| ---------------------------------------- | ----- | -------------------------------------------------------------------------- |
| Conurbano bonaerense                     | 6     | Central Ballester, Centro Español, Juventud Unida, Liniers, Lugano y Muñiz |
| Ciudad de Buenos Aires                   | 3     | Deportivo Paraguayo, Sportivo Barracas y Yupanqui                          |
| Interior de la provincia de Buenos Aires | 1     | Puerto Nuevo                                                               |
| Gran La Plata                            | 1     | Defensores de Cambaceres                                                   |
| Ciudad de Rosario                        | 1     | Argentino                                                                  |

## Formato

### Ascenso
Los doce participantes se enfrentaron en dos ruedas por el sistema de todos contra todos. Ambas constituyeron dos fases separadas, llamadas Torneo Apertura y Torneo Clausura, que clasificaron a los respectivos ganadores a una final, a dos partidos, que consagró al campeón, que obtuvo el ascenso a la Primera C. Habrá un segundo ascendido, que se definirá por un torneo reducido por eliminación directa, en el que participaron los seis mejores posicionados en la tabla general, excluidos los clasificados a la final, y el perdedor de la misma.

### Desafiliación temporaria
Fue suspendida.

### Clasificación a la Copa Argentina 2022
Los equipos que ocuparon los tres primeros puestos de la tabla general de posiciones de la temporada, participarán de los Treintaidosavos de final de la Copa Argentina 2022.

## Torneo Apertura

### Tabla de posiciones final
| Pos. | Equipo                   | Pts. | PJ | PG | PE | PP | GF | GC | Dif. |
| ---- | ------------------------ | ---- | -- | -- | -- | -- | -- | -- | ---- |
| 1.º  | Puerto Nuevo             | 27   | 11 | 8  | 3  | 0  | 18 | 7  | 11   |
| 2.º  | Defensores de Cambaceres | 25   | 11 | 7  | 4  | 0  | 22 | 7  | 15   |
| 3.º  | Liniers                  | 20   | 11 | 6  | 2  | 3  | 17 | 7  | 10   |
| 4.º  | Muñiz                    | 18   | 11 | 5  | 3  | 3  | 6  | 7  | −1   |
| 5.º  | Sportivo Barracas        | 16   | 11 | 4  | 4  | 3  | 13 | 11 | 2    |
| 6.º  | Centro Español           | 14   | 11 | 3  | 5  | 3  | 13 | 12 | 1    |
| 7.º  | Central Ballester        | 14   | 11 | 3  | 5  | 3  | 7  | 11 | −4   |
| 8.º  | Argentino de Rosario     | 11   | 11 | 3  | 2  | 6  | 12 | 15 | −3   |
| 9.º  | Lugano                   | 10   | 11 | 3  | 1  | 7  | 14 | 17 | −3   |
| 10.º | Juventud Unida           | 10   | 11 | 2  | 4  | 5  | 8  | 15 | −7   |
| 11.º | Deportivo Paraguayo      | 8    | 11 | 2  | 2  | 7  | 10 | 16 | −6   |
| 12.º | Yupanqui                 | 6    | 11 | 1  | 3  | 7  | 6  | 21 | −15  |

|  | Ganador. Clasificado la final por el título de campeón. |

#### Evolución de las posiciones
| Equipo / Fecha           | 1    | 2    | 3    | 4    | 5    | 6    | 7    | 8    | 9    | 10   | 11   |
| ------------------------ | ---- | ---- | ---- | ---- | ---- | ---- | ---- | ---- | ---- | ---- | ---- |
| Argentino de Rosario     | 10.º | 5.º  | 7.º  | 9.º  | 8.º  | 10.º | 11.º | 8.º  | 10.º | 10.º | 8.º  |
| Central Ballester        | 6.º  | 4.º  | 2.º  | 4.º  | 5.º  | 6.º  | 6.º  | 6.º  | 8.º  | 6.º  | 7.º  |
| Centro Español           | 10.º | 8.º  | 9.º  | 10.º | 10.º | 7.º  | 7.º  | 7.º  | 6.º  | 7.º  | 6.º  |
| Defensores de Cambaceres | 4.º  | 2.º  | 3.º  | 2.º  | 3.º  | 3.º  | 3.º  | 3.º  | 2.º  | 2.º  | 2.º  |
| Deportivo Paraguayo      | 6.º  | 11.º | 11.º | 11.º | 12.º | 9.º  | 10.º | 12.º | 12.º | 12.º | 11.º |
| Juventud Unida           | 6.º  | 8.º  | 12.º | 12.º | 11.º | 12.º | 9.º  | 9.º  | 9.º  | 9.º  | 10.º |
| Liniers                  | 4.º  | 8.º  | 9.º  | 7.º  | 7.º  | 5.º  | 5.º  | 5.º  | 4.º  | 4.º  | 3.º  |
| Lugano                   | 2.º  | 6.º  | 8.º  | 6.º  | 6.º  | 8.º  | 8.º  | 11.º | 7.º  | 8.º  | 9.º  |
| Muñiz                    | 12.º | 7.º  | 4.º  | 5.º  | 2.º  | 2.º  | 2.º  | 2.º  | 3.º  | 3.º  | 4.º  |
| Puerto Nuevo             | 1.º  | 1.º  | 1.º  | 1.º  | 1.º  | 1.º  | 1.º  | 1.º  | 1.º  | 1.º  | 1.º  |
| Sportivo Barracas        | 6.º  | 12.º | 5.º  | 3.º  | 4.º  | 4.º  | 4.º  | 4.º  | 5.º  | 5.º  | 5.º  |
| Yupanqui                 | 2.º  | 2.º  | 6.º  | 8.º  | 9.º  | 11.º | 12.º | 10.º | 11.º | 11.º | 12.º |

|  |

### Resultados
| Fecha 1                  | Fecha 1   | Fecha 1              | Fecha 1                | Fecha 1    | Fecha 1 |
| Local                    | Resultado | Visitante            | Estadio                | Fecha      | Hora    |
| ------------------------ | --------- | -------------------- | ---------------------- | ---------- | ------- |
| Defensores de Cambaceres | 1 - 1     | Liniers              | 12 de Octubre          | 9 de mayo  | 15:30   |
| Lugano                   | 2 - 1     | Centro Español       | José María Moraños     | 9 de mayo  | 15:30   |
| Puerto Nuevo             | 2 - 0     | Muñiz                | Rubén Carlos Vallejos  | 9 de mayo  | 15:30   |
| Yupanqui                 | 2 - 1     | Argentino de Rosario | Merlo                  | 10 de mayo | 15:30   |
| Sportivo Barracas        | 0 - 0     | Central Ballester    | Nuevo Francisco Urbano | 10 de mayo | 15:30   |
| Deportivo Paraguayo      | 0 - 0     | Juventud Unida       | Juan Antonio Arias     | 10 de mayo | 15:30   |

| Fecha 2              | Fecha 2   | Fecha 2                  | Fecha 2               | Fecha 2    | Fecha 2 |
| Local                | Resultado | Visitante                | Estadio               | Fecha      | Hora    |
| -------------------- | --------- | ------------------------ | --------------------- | ---------- | ------- |
| Centro Español       | 1 - 1     | Yupanqui                 | Carlos Alberto Sacaan | 15 de mayo | 15:30   |
| Argentino de Rosario | 2 - 1     | Liniers                  | José Martín Olaeta    | 15 de mayo | 15:30   |
| Deportivo Paraguayo  | 1 - 2     | Defensores de Cambaceres | Juan Antonio Arias    | 17 de mayo | 15:30   |
| Juventud Unida       | 2 - 3     | Puerto Nuevo             | Deportivo Malvinas    | 17 de mayo | 15:30   |
| Central Ballester    | 1 - 0     | Lugano                   | Ricardo Puga          | 17 de mayo | 15:30   |
| Muñiz                | 1 - 0     | Sportivo Barracas        | Deportivo Malvinas    | 18 de mayo | 15:30   |

| Fecha 3                  | Fecha 3   | Fecha 3              | Fecha 3                | Fecha 3    | Fecha 3 |
| Local                    | Resultado | Visitante            | Estadio                | Fecha      | Hora    |
| ------------------------ | --------- | -------------------- | ---------------------- | ---------- | ------- |
| Defensores de Cambaceres | 2 - 1     | Argentino de Rosario | 12 de Octubre          | 9 de junio | 15:30   |
| Liniers                  | 2 - 2     | Centro Español       | Juan Antonio Arias     | 9 de junio | 15:30   |
| Yupanqui                 | 0 - 2     | Central Ballester    | Merlo                  | 9 de junio | 15:30   |
| Lugano                   | 0 - 1     | Muñiz                | José María Moraños     | 9 de junio | 15:30   |
| Sportivo Barracas        | 3 - 1     | Juventud Unida       | Nuevo Francisco Urbano | 9 de junio | 15:30   |
| Puerto Nuevo             | 2 - 1     | Deportivo Paraguayo  | Rubén Carlos Vallejos  | 9 de junio | 15:30   |

| Fecha 4             | Fecha 4   | Fecha 4                  | Fecha 4               | Fecha 4     | Fecha 4 |
| Local               | Resultado | Visitante                | Estadio               | Fecha       | Hora    |
| ------------------- | --------- | ------------------------ | --------------------- | ----------- | ------- |
| Puerto Nuevo        | 1 - 1     | Defensores de Cambaceres | Rubén Carlos Vallejos | 16 de junio | 15:30   |
| Deportivo Paraguayo | 1 - 2     | Sportivo Barracas        | Juan Antonio Arias    | 16 de junio | 15:30   |
| Juventud Unida      | 0 - 1     | Lugano                   | Ciudad de San Miguel  | 16 de junio | 15:30   |
| Central Ballester   | 0 - 2     | Liniers                  | José María Moraños    | 16 de junio | 15:30   |
| Centro Español      | 1 - 1     | Argentino de Rosario     | Carlos Alberto Sacaan | 16 de junio | 15:30   |
| Muñiz               | 0 - 0     | Yupanqui                 | José María Moraños    | 17 de junio | 15:30   |

| Fecha 5                  | Fecha 5   | Fecha 5             | Fecha 5                | Fecha 5     | Fecha 5 |
| Local                    | Resultado | Visitante           | Estadio                | Fecha       | Hora    |
| ------------------------ | --------- | ------------------- | ---------------------- | ----------- | ------- |
| Defensores de Cambaceres | 1 - 1     | Centro Español      | 12 de Octubre          | 23 de junio | 15:30   |
| Argentino de Rosario     | 0 - 0     | Central Ballester   | José Martín Olaeta     | 23 de junio | 15:30   |
| Liniers                  | 0 - 1     | Muñiz               | Juan Antonio Arias     | 23 de junio | 15:30   |
| Lugano                   | 1 - 1     | Deportivo Paraguayo | José María Moraños     | 23 de junio | 15:30   |
| Yupanqui                 | 1 - 2     | Juventud Unida      | Merlo                  | 24 de junio | 15:30   |
| Sportivo Barracas        | 0 - 0     | Puerto Nuevo        | Nuevo Francisco Urbano | 24 de junio | 15:30   |

| Fecha 6             | Fecha 6   | Fecha 6                  | Fecha 6                | Fecha 6     | Fecha 6 |
| Local               | Resultado | Visitante                | Estadio                | Fecha       | Hora    |
| ------------------- | --------- | ------------------------ | ---------------------- | ----------- | ------- |
| Sportivo Barracas   | 1 - 1     | Defensores de Cambaceres | Nuevo Francisco Urbano | 28 de junio | 15:00   |
| Puerto Nuevo        | 5 - 2     | Lugano                   | Rubén Carlos Vallejos  | 28 de junio | 15:00   |
| Deportivo Paraguayo | 3 - 0     | Yupanqui                 | Juan Antonio Arias     | 28 de junio | 15:00   |
| Juventud Unida      | 0 - 2     | Liniers                  | Ciudad de San Miguel   | 28 de junio | 15:00   |
| Muñiz               | 1 - 0     | Argentino de Rosario     | José María Moraños     | 28 de junio | 15:00   |
| Central Ballester   | 1 - 2     | Centro Español           | Ricardo Puga           | 28 de junio | 15:00   |

| Fecha 7                  | Fecha 7   | Fecha 7             | Fecha 7               | Fecha 7    | Fecha 7 |
| Local                    | Resultado | Visitante           | Estadio               | Fecha      | Hora    |
| ------------------------ | --------- | ------------------- | --------------------- | ---------- | ------- |
| Defensores de Cambaceres | 6 - 1     | Central Ballester   | 12 de Octubre         | 4 de julio | 15:00   |
| Argentino de Rosario     | 0 - 1     | Juventud Unida      | José Martín Olaeta    | 4 de julio | 15:00   |
| Liniers                  | 3 - 0     | Deportivo Paraguayo | Juan Antonio Arias    | 4 de julio | 15:00   |
| Lugano                   | 2 - 3     | Sportivo Barracas   | José María Moraños    | 4 de julio | 15:00   |
| Centro Español           | 1 - 2     | Muñiz               | Carlos Alberto Sacaan | 5 de julio | 15:00   |
| Yupanqui                 | 0 - 1     | Puerto Nuevo        | Merlo                 | 5 de julio | 15:00   |

| Fecha 8             | Fecha 8   | Fecha 8                  | Fecha 8                | Fecha 8     | Fecha 8 |
| Local               | Resultado | Visitante                | Estadio                | Fecha       | Hora    |
| ------------------- | --------- | ------------------------ | ---------------------- | ----------- | ------- |
| Deportivo Paraguayo | 1 - 3     | Argentino de Rosario     | Juan Antonio Arias     | 10 de julio | 14:00   |
| Lugano              | 0 - 1     | Defensores de Cambaceres | José María Moraños     | 10 de julio | 15:00   |
| Puerto Nuevo        | 1 - 0     | Liniers                  | Rubén Carlos Vallejos  | 10 de julio | 15:00   |
| Muñiz               | 0 - 0     | Central Ballester        | José María Moraños     | 11 de julio | 15:00   |
| Sportivo Barracas   | 1 - 1     | Yupanqui                 | Nuevo Francisco Urbano | 12 de julio | 15:00   |
| Juventud Unida      | 1 - 1     | Centro Español           | Ciudad de San Miguel   | 12 de julio | 15:00   |

| Fecha 9                  | Fecha 9   | Fecha 9             | Fecha 9               | Fecha 9     | Fecha 9 |
| Local                    | Resultado | Visitante           | Estadio               | Fecha       | Hora    |
| ------------------------ | --------- | ------------------- | --------------------- | ----------- | ------- |
| Centro Español           | 2 - 0     | Deportivo Paraguayo | Carlos Alberto Sacaan | 17 de julio | 15:00   |
| Liniers                  | 2 - 0     | Sportivo Barracas   | Juan Antonio Arias    | 17 de julio | 15:00   |
| Defensores de Cambaceres | 2 - 0     | Muñiz               | 12 de Octubre         | 18 de julio | 15:00   |
| Argentino de Rosario     | 1 - 2     | Puerto Nuevo        | José Martín Olaeta    | 18 de julio | 15:00   |
| Central Ballester        | 1 - 1     | Juventud Unida      | Ricardo Puga          | 19 de julio | 15:00   |
| Yupanqui                 | 1 - 5     | Lugano              | Merlo                 | 19 de julio | 15:00   |

| Fecha 10            | Fecha 10  | Fecha 10                 | Fecha 10               | Fecha 10    | Fecha 10 |
| Local               | Resultado | Visitante                | Estadio                | Fecha       | Hora     |
| ------------------- | --------- | ------------------------ | ---------------------- | ----------- | -------- |
| Lugano              | 0 - 1     | Liniers                  | José María Moraños     | 24 de julio | 15:00    |
| Deportivo Paraguayo | 0 - 1     | Central Ballester        | Juan Antonio Arias     | 24 de julio | 15:00    |
| Juventud Unida      | 0 - 0     | Muñiz                    | Ciudad de San Miguel   | 24 de julio | 15:00    |
| Puerto Nuevo        | 1 - 0     | Centro Español           | Rubén Carlos Vallejos  | 25 de julio | 15:00    |
| Yupanqui            | 0 - 2     | Defensores de Cambaceres | Merlo                  | 26 de julio | 15:00    |
| Sportivo Barracas   | 3 - 1     | Argentino de Rosario     | Nuevo Francisco Urbano | 26 de julio | 15:00    |

| Fecha 11                 | Fecha 11  | Fecha 11            | Fecha 11              | Fecha 11    | Fecha 11 |
| Local                    | Resultado | Visitante           | Estadio               | Fecha       | Hora     |
| ------------------------ | --------- | ------------------- | --------------------- | ----------- | -------- |
| Argentino de Rosario     | 2 - 1     | Lugano              | José Martín Olaeta    | 31 de julio | 15:00    |
| Liniers                  | 3 - 0     | Yupanqui            | Juan Antonio Arias    | 31 de julio | 15:00    |
| Defensores de Cambaceres | 3 - 0     | Juventud Unida      | 12 de Octubre         | 1 de agosto | 15:00    |
| Muñiz                    | 0 - 2     | Deportivo Paraguayo | José María Moraños    | 1 de agosto | 15:00    |
| Central Ballester        | 0 - 0     | Puerto Nuevo        | Ricardo Puga          | 1 de agosto | 15:00    |
| Centro Español           | 1 - 0     | Sportivo Barracas   | Carlos Alberto Sacaan | 2 de agosto | 15:00    |

| 1. |

## Torneo Clausura

### Tabla de posiciones final
| Pos. | Equipo                   | Pts. | PJ | PG | PE | PP | GF | GC | Dif. |
| ---- | ------------------------ | ---- | -- | -- | -- | -- | -- | -- | ---- |
| 1.º  | Liniers                  | 23   | 11 | 7  | 2  | 2  | 19 | 7  | 12   |
| 2.º  | Defensores de Cambaceres | 22   | 11 | 6  | 4  | 1  | 15 | 9  | 6    |
| 3.º  | Sportivo Barracas        | 20   | 11 | 6  | 2  | 3  | 24 | 11 | 13   |
| 4.º  | Juventud Unida           | 19   | 11 | 5  | 4  | 2  | 13 | 11 | 2    |
| 5.º  | Yupanqui                 | 19   | 11 | 6  | 1  | 4  | 14 | 13 | 1    |
| 6.º  | Argentino de Rosario     | 16   | 11 | 4  | 4  | 3  | 17 | 12 | 5    |
| 7.º  | Lugano                   | 15   | 11 | 4  | 3  | 4  | 12 | 16 | −4   |
| 8.º  | Centro Español           | 14   | 11 | 3  | 5  | 3  | 11 | 13 | −2   |
| 9.º  | Puerto Nuevo             | 12   | 11 | 3  | 3  | 5  | 15 | 17 | −2   |
| 10.º | Muñiz                    | 9    | 11 | 2  | 3  | 6  | 7  | 17 | −10  |
| 11.º | Central Ballester        | 7    | 11 | 2  | 1  | 8  | 8  | 17 | −9   |
| 12.º | Deportivo Paraguayo      | 5    | 11 | 1  | 2  | 8  | 5  | 17 | −12  |

|  | Ganador. Clasificado la final por el título de campeón. |

#### Evolución de las posiciones
| Equipo / Fecha           | 1    | 2    | 3    | 4    | 5    | 6    | 7    | 8    | 9    | 10   | 11   |
| ------------------------ | ---- | ---- | ---- | ---- | ---- | ---- | ---- | ---- | ---- | ---- | ---- |
| Argentino de Rosario     | 1.º  | 2.º  | 3.º  | 6.º  | 7.º  | 9.º  | 8.º  | 6.º  | 6.º  | 6.º  | 6.º  |
| Central Ballester        | 7.º  | 7.º  | 9.º  | 9.º  | 8.º  | 10.º | 10.º | 10.º | 10.º | 10.º | 11.º |
| Centro Español           | 3.º  | 5.º  | 8.º  | 8.º  | 9.º  | 6.º  | 6.º  | 7.º  | 7.º  | 7.º  | 8.º  |
| Defensores de Cambaceres | 3.º  | 3.º  | 5.º  | 2.º  | 4.º  | 2.º  | 2.º  | 3.º  | 2.º  | 2.º  | 2.º  |
| Deportivo Paraguayo      | 8.º  | 8.º  | 11.º | 11.º | 11.º | 11.º | 12.º | 12.º | 12.º | 12.º | 12.º |
| Juventud Unida           | 3.º  | 3.º  | 4.º  | 7.º  | 3.º  | 5.º  | 5.º  | 4.º  | 4.º  | 2.º  | 4.º  |
| Liniers                  | 8.º  | 8.º  | 6.º  | 3.º  | 2.º  | 1.º  | 1.º  | 2.º  | 1.º  | 1.º  | 1.º  |
| Lugano                   | 8.º  | 11.º | 10.º | 10.º | 10.º | 7.º  | 7.º  | 8.º  | 8.º  | 8.º  | 7.º  |
| Muñiz                    | 8.º  | 12.º | 12.º | 12.º | 12.º | 12.º | 11.º | 11.º | 11.º | 11.º | 10.º |
| Puerto Nuevo             | 3.º  | 3.º  | 2.º  | 4.º  | 5.º  | 8.º  | 9.º  | 9.º  | 9.º  | 9.º  | 9.º  |
| Sportivo Barracas        | 2.º  | 1.º  | 1.º  | 1.º  | 1.º  | 3.º  | 3.º  | 1.º  | 3.º  | 5.º  | 3.º  |
| Yupanqui                 | 12.º | 10.º | 7.º  | 5.º  | 6.º  | 4.º  | 4.º  | 5.º  | 5.º  | 4.º  | 5.º  |

| 1. |

### Resultados
| Fecha 1              | Fecha 1   | Fecha 1                  | Fecha 1               | Fecha 1          | Fecha 1 |
| Local                | Resultado | Visitante                | Estadio               | Fecha            | Hora    |
| -------------------- | --------- | ------------------------ | --------------------- | ---------------- | ------- |
| Liniers              | 0 - 1     | Defensores de Cambaceres | Juan Antonio Arias    | 20 de septiembre | 15:00   |
| Centro Español       | 1 - 0     | Lugano                   | Carlos Alberto Sacaan | 20 de septiembre | 15:00   |
| Central Ballester    | 2 - 3     | Sportivo Barracas        | Ricardo Puga          | 20 de septiembre | 15:00   |
| Juventud Unida       | 1 - 0     | Deportivo Paraguayo      | Ciudad de San Miguel  | 20 de septiembre | 15:00   |
| Argentino de Rosario | 3 - 0     | Yupanqui                 | José Martín Olaeta    | 21 de septiembre | 15:00   |
| Muñiz                | 0 - 1     | Puerto Nuevo             | José María Moraños    | 21 de septiembre | 15:00   |

| Fecha 2                  | Fecha 2   | Fecha 2              | Fecha 2                | Fecha 2          | Fecha 2 |
| Local                    | Resultado | Visitante            | Estadio                | Fecha            | Hora    |
| ------------------------ | --------- | -------------------- | ---------------------- | ---------------- | ------- |
| Lugano                   | 0 - 2     | Central Ballester    | José María Moraños     | 25 de septiembre | 15:00   |
| Liniers                  | 1 - 1     | Argentino de Rosario | Juan Antonio Arias     | 25 de septiembre | 15:00   |
| Defensores de Cambaceres | 1 - 1     | Deportivo Paraguayo  | 12 de Octubre          | 26 de septiembre | 15:00   |
| Puerto Nuevo             | 1 - 1     | Juventud Unida       | Rubén Carlos Vallejos  | 26 de septiembre | 15:00   |
| Yupanqui                 | 0 - 0     | Centro Español       | Merlo                  | 27 de septiembre | 15:00   |
| Sportivo Barracas        | 6 - 0     | Muñiz                | Nuevo Francisco Urbano | 28 de septiembre | 15:00   |

| Fecha 3              | Fecha 3   | Fecha 3                  | Fecha 3               | Fecha 3          | Fecha 3 |
| Local                | Resultado | Visitante                | Estadio               | Fecha            | Hora    |
| -------------------- | --------- | ------------------------ | --------------------- | ---------------- | ------- |
| Argentino de Rosario | 1 - 1     | Defensores de Cambaceres | José Martín Olaeta    | 30 de septiembre | 15:00   |
| Deportivo Paraguayo  | 0 - 3     | Puerto Nuevo             | Juan Antonio Arias    | 30 de septiembre | 15:00   |
| Centro Español       | 1 - 4     | Liniers                  | Carlos Alberto Sacaan | 1 de octubre     | 15:00   |
| Central Ballester    | 1 - 3     | Yupanqui                 | Ricardo Puga          | 1 de octubre     | 15:00   |
| Muñiz                | 1 - 1     | Lugano                   | José María Moraños    | 1 de octubre     | 15:00   |
| Juventud Unida       | 2 - 2     | Sportivo Barracas        | Ciudad de San Miguel  | 1 de octubre     | 15:00   |

| Fecha 4                  | Fecha 4   | Fecha 4             | Fecha 4                | Fecha 4      | Fecha 4 |
| Local                    | Resultado | Visitante           | Estadio                | Fecha        | Hora    |
| ------------------------ | --------- | ------------------- | ---------------------- | ------------ | ------- |
| Defensores de Cambaceres | 1 - 0     | Puerto Nuevo        | 12 de Octubre          | 5 de octubre | 15:00   |
| Sportivo Barracas        | 0 - 0     | Deportivo Paraguayo | Nuevo Francisco Urbano | 5 de octubre | 15:00   |
| Lugano                   | 0 - 0     | Juventud Unida      | José María Moraños     | 5 de octubre | 15:00   |
| Yupanqui                 | 1 - 0     | Muñiz               | Merlo                  | 5 de octubre | 15:00   |
| Liniers                  | 1 - 0     | Central Ballester   | Juan Antonio Arias     | 5 de octubre | 15:00   |
| Argentino de Rosario     | 0 - 0     | Centro Español      | José Martín Olaeta     | 5 de octubre | 15:00   |

| Fecha 5             | Fecha 5   | Fecha 5                  | Fecha 5               | Fecha 5      | Fecha 5 |
| Local               | Resultado | Visitante                | Estadio               | Fecha        | Hora    |
| ------------------- | --------- | ------------------------ | --------------------- | ------------ | ------- |
| Juventud Unida      | 2 - 0     | Yupanqui                 | Ciudad de San Miguel  | 8 de octubre | 15:00   |
| Muñiz               | 0 - 1     | Liniers                  | José María Moraños    | 9 de octubre | 11:00   |
| Centro Español      | 2 - 2     | Defensores de Cambaceres | Carlos Alberto Sacaan | 9 de octubre | 15:00   |
| Central Ballester   | 2 - 1     | Argentino de Rosario     | Ricardo Puga          | 9 de octubre | 15:00   |
| Deportivo Paraguayo | 0 - 1     | Lugano                   | Juan Antonio Arias    | 9 de octubre | 15:00   |
| Puerto Nuevo        | 0 - 4     | Sportivo Barracas        | Rubén Carlos Vallejos | 9 de octubre | 15:00   |

| Fecha 6                  | Fecha 6   | Fecha 6             | Fecha 6               | Fecha 6       | Fecha 6 |
| Local                    | Resultado | Visitante           | Estadio               | Fecha         | Hora    |
| ------------------------ | --------- | ------------------- | --------------------- | ------------- | ------- |
| Centro Español           | 2 - 1     | Central Ballester   | Carlos Alberto Sacaan | 12 de octubre | 15:00   |
| Defensores de Cambaceres | 1 - 0     | Sportivo Barracas   | 12 de Octubre         | 13 de octubre | 15:00   |
| Lugano                   | 3 - 2     | Puerto Nuevo        | José María Moraños    | 13 de octubre | 15:00   |
| Yupanqui                 | 2 - 1     | Deportivo Paraguayo | Merlo                 | 13 de octubre | 15:00   |
| Liniers                  | 3 - 0     | Juventud Unida      | Juan Antonio Arias    | 13 de octubre | 15:00   |
| Argentino de Rosario     | 1 - 2     | Muñiz               | José Martín Olaeta    | 13 de octubre | 15:00   |

| Fecha 7             | Fecha 7   | Fecha 7                  | Fecha 7                | Fecha 7       | Fecha 7 |
| Local               | Resultado | Visitante                | Estadio                | Fecha         | Hora    |
| ------------------- | --------- | ------------------------ | ---------------------- | ------------- | ------- |
| Deportivo Paraguayo | 0 - 3     | Liniers                  | Juan Antonio Arias     | 17 de octubre | 15:00   |
| Puerto Nuevo        | 1 - 2     | Yupanqui                 | Rubén Carlos Vallejos  | 17 de octubre | 15:00   |
| Sportivo Barracas   | 3 - 0     | Lugano                   | Nuevo Francisco Urbano | 17 de octubre | 15:00   |
| Central Ballester   | 0 - 1     | Defensores de Cambaceres | Ricardo Puga           | 18 de octubre | 15:00   |
| Muñiz               | 1 - 1     | Centro Español           | José María Moraños     | 18 de octubre | 15:00   |
| Juventud Unida      | 1 - 1     | Argentino de Rosario     | Ciudad de San Miguel   | 18 de octubre | 15:00   |

| Fecha 8                  | Fecha 8   | Fecha 8             | Fecha 8               | Fecha 8       | Fecha 8 |
| Local                    | Resultado | Visitante           | Estadio               | Fecha         | Hora    |
| ------------------------ | --------- | ------------------- | --------------------- | ------------- | ------- |
| Yupanqui                 | 2 - 3     | Sportivo Barracas   | Merlo                 | 23 de octubre | 15:00   |
| Liniers                  | 2 - 2     | Puerto Nuevo        | Juan Antonio Arias    | 24 de octubre | 15:00   |
| Defensores de Cambaceres | 2 - 2     | Lugano              | 12 de Octubre         | 25 de octubre | 15:00   |
| Argentino de Rosario     | 2 - 1     | Deportivo Paraguayo | José Martín Olaeta    | 25 de octubre | 15:00   |
| Centro Español           | 0 - 2     | Juventud Unida      | Carlos Alberto Sacaan | 25 de octubre | 15:00   |
| Central Ballester        | 0 - 0     | Muñiz               | Ricardo Puga          | 25 de octubre | 15:00   |

| Fecha 9             | Fecha 9   | Fecha 9                  | Fecha 9                | Fecha 9        | Fecha 9 |
| Local               | Resultado | Visitante                | Estadio                | Fecha          | Hora    |
| ------------------- | --------- | ------------------------ | ---------------------- | -------------- | ------- |
| Lugano              | 0 - 2     | Yupanqui                 | José María Moraños     | 29 de octubre  | 15:00   |
| Juventud Unida      | 1 - 0     | Central Ballester        | Ciudad de San Miguel   | 31 de octubre  | 11:00   |
| Puerto Nuevo        | 0 - 3     | Argentino de Rosario     | Rubén Carlos Vallejos  | 31 de octubre  | 15:00   |
| Sportivo Barracas   | 0 - 1     | Liniers                  | Nuevo Francisco Urbano | 31 de octubre  | 15:00   |
| Muñiz               | 0 - 2     | Defensores de Cambaceres | 20 de Octubre          | 1 de noviembre | 15:00   |
| Deportivo Paraguayo | 0 - 2     | Centro Español           | Juan Antonio Arias     | 1 de noviembre | 15:00   |

| Fecha 10                 | Fecha 10  | Fecha 10            | Fecha 10              | Fecha 10       | Fecha 10 |
| Local                    | Resultado | Visitante           | Estadio               | Fecha          | Hora     |
| ------------------------ | --------- | ------------------- | --------------------- | -------------- | -------- |
| Defensores de Cambaceres | 0 - 2     | Yupanqui            | 12 de Octubre         | 5 de noviembre | 15:00    |
| Liniers                  | 1 - 2     | Lugano              | Juan Antonio Arias    | 5 de noviembre | 15:00    |
| Argentino de Rosario     | 2 - 1     | Sportivo Barracas   | José Martín Olaeta    | 5 de noviembre | 15:00    |
| Centro Español           | 1 - 1     | Puerto Nuevo        | Carlos Alberto Sacaan | 5 de noviembre | 15:00    |
| Central Ballester        | 0 - 1     | Deportivo Paraguayo | Ricardo Puga          | 5 de noviembre | 15:00    |
| Muñiz                    | 1 - 2     | Juventud Unida      | 20 de Octubre         | 5 de noviembre | 15:00    |

| Fecha 11            | Fecha 11  | Fecha 11                 | Fecha 11               | Fecha 11        | Fecha 11 |
| Local               | Resultado | Visitante                | Estadio                | Fecha           | Hora     |
| ------------------- | --------- | ------------------------ | ---------------------- | --------------- | -------- |
| Juventud Unida      | 1 - 3     | Defensores de Cambaceres | Carlos Barraza         | 10 de noviembre | 15:30    |
| Deportivo Paraguayo | 1 - 2     | Muñiz                    | Juan Antonio Arias     | 10 de noviembre | 15:30    |
| Puerto Nuevo        | 4 - 0     | Central Ballester        | Rubén Carlos Vallejos  | 10 de noviembre | 15:30    |
| Sportivo Barracas   | 2 - 1     | Centro Español           | Nuevo Francisco Urbano | 10 de noviembre | 15:30    |
| Lugano              | 3 - 2     | Argentino de Rosario     | José María Moraños     | 10 de noviembre | 15:30    |
| Yupanqui            | 0 - 2     | Liniers                  | Beto Larrosa           | 10 de noviembre | 15:30    |

| 1. |

## Final
Se disputó a doble partido entre Puerto Nuevo, ganador del Torneo Apertura, y Liniers, ganador del Clausura. Este último fue local en el segundo enfrentamiento por haber obtenido mejor ubicación en la tabla general.
El vencedor obtuvo el campeonato y logró el primer ascenso. El perdedor pasó a las Semifinales del Torneo reducido por el segundo ascenso.
| Partidos                                               | Partidos  | Partidos     | Partidos              | Partidos        | Partidos |
| Local                                                  | Resultado | Visitante    | Estadio               | Fecha           | Hora     |
| ------------------------------------------------------ | --------- | ------------ | --------------------- | --------------- | -------- |
| Puerto Nuevo                                           | 0 - 2     | Liniers      | Rubén Carlos Vallejos | 17 de noviembre | 17:00    |
| Liniers                                                | 1 - 1     | Puerto Nuevo | Juan Antonio Arias    | 21 de noviembre | 17:00    |
| Liniers se consagró campeón y ascendió a la Primera C. |           |              |                       |                 |          |

## Tabla general de posiciones
Es la sumatoria de ambas fases, Apertura y Clausura. Se utilizó para establecer los clasificados al Torneo reducido por el segundo ascenso y a la Copa Argentina 2022.
| Pos. | Equipo                   | Pts. | PJ | PG | PE | PP | GF | GC | Dif. |
| ---- | ------------------------ | ---- | -- | -- | -- | -- | -- | -- | ---- |
| 1.º  | Defensores de Cambaceres | 47   | 22 | 13 | 8  | 1  | 37 | 16 | 21   |
| 2.º  | Liniers                  | 43   | 22 | 13 | 4  | 5  | 36 | 14 | 22   |
| 3.º  | Puerto Nuevo             | 39   | 22 | 11 | 6  | 5  | 33 | 24 | 9    |
| 4.º  | Sportivo Barracas        | 36   | 22 | 10 | 6  | 6  | 37 | 22 | 15   |
| 5.º  | Juventud Unida           | 29   | 22 | 7  | 8  | 7  | 21 | 26 | −5   |
| 6.º  | Centro Español           | 28   | 22 | 6  | 10 | 6  | 24 | 25 | −1   |
| 7.º  | Argentino de Rosario     | 27   | 22 | 7  | 6  | 9  | 29 | 27 | 2    |
| 8.º  | Muñiz                    | 27   | 22 | 7  | 6  | 9  | 13 | 24 | −11  |
| 9.º  | Lugano                   | 25   | 22 | 7  | 4  | 11 | 26 | 33 | −7   |
| 10.º | Yupanqui                 | 25   | 22 | 7  | 4  | 11 | 20 | 34 | −14  |
| 11.º | Central Ballester        | 21   | 22 | 5  | 6  | 11 | 15 | 28 | −13  |
| 12.º | Deportivo Paraguayo      | 13   | 22 | 3  | 4  | 15 | 15 | 33 | −18  |

|  | Clasificado al torneo reducido por el segundo ascenso, y a la Copa Argentina 2022. |
|  | Ganador del Torneo Clausura y clasificado a la Copa Argentina 2022.                |
|  | Ganador del Torneo Apertura y clasificado a la Copa Argentina 2022.                |
|  | Clasificados al torneo reducido por el segundo ascenso.                            |

## Torneo reducido por el segundo ascenso
Se disputó por eliminación directa a doble partido, en tres etapas (primera fase, semifinales y final). Tuvo siete participantes: los seis mejor ubicados en la tabla general, excluyendo a ambos finalistas del torneo, y el perdedor del partido final entre ellos. Fue local en el segundo enfrentamiento el equipo que haya ocupado una mejor ubicación en la tabla general. Si al término de la serie se encuentran empatados en puntos y en goles se hubiera definido mediante tiros desde el punto penal.

### Cuadro de desarrollo
|  | Primera fase          | Primera fase             | Primera fase          | Primera fase          | Primera fase          |       |       | Semifinales                       | Semifinales                       | Semifinales                       | Semifinales                       | Semifinales                       |  |   | Final                | Final                | Final                | Final                | Final                |  |
|  | 17 al 23 de noviembre | 17 al 23 de noviembre    | 17 al 23 de noviembre | 17 al 23 de noviembre | 17 al 23 de noviembre |       |       | 28 de noviembre al 4 de diciembre | 28 de noviembre al 4 de diciembre | 28 de noviembre al 4 de diciembre | 28 de noviembre al 4 de diciembre | 28 de noviembre al 4 de diciembre |  |   | 12 y 19 de diciembre | 12 y 19 de diciembre | 12 y 19 de diciembre | 12 y 19 de diciembre | 12 y 19 de diciembre |  |
|  |                       |                          |                       |                       |                       |       |       |                                   |                                   |                                   |                                   |                                   |  |   |                      |                      |                      |                      |                      |  |
|  |                       |                          |                       |                       |                       |       |       |                                   |                                   |                                   |                                   |                                   |  |   |                      |                      |                      |                      |                      |  |
|  |                       |                          |                       |                       |                       |       |       |                                   |                                   |                                   |                                   |                                   |  |   |                      |                      |                      |                      |                      |  |
|  |                       |                          |                       |                       |                       |       |       |                                   |                                   |                                   |                                   |                                   |  |   |                      |                      |                      |                      |                      |  |
|  |                       |                          |                       |                       |                       |       |       |                                   |                                   |                                   |                                   |                                   |  |   |                      |                      |                      |                      |                      |  |
|  |                       | 2                        | Puerto Nuevo          | 1                     | 0                     | 1 (4) |       |                                   |                                   |                                   |                                   |                                   |  |   |                      |                      |                      |                      |                      |  |
|  |                       |                          |                       |                       |                       | 1 (4) |       |                                   |                                   |                                   |                                   |                                   |  |   |                      |                      |                      |                      |                      |  |
|  |                       |                          | 3                     | Sportivo Barracas     | 0                     | 1     | 1 (1) |                                   |                                   |                                   |                                   |                                   |  |   |                      |                      |                      |                      |                      |  |
|  | 2                     | Sportivo Barracas        | 3                     | Sportivo Barracas     | 0                     | 1     | 1 (1) | 0                                 | 2                                 | 2 (3)                             |                                   |                                   |  |   |                      |                      |                      |                      |                      |  |
|  | 2                     | Sportivo Barracas        |                       |                       |                       |       |       |                                   |                                   | 2 (3)                             |                                   |                                   |  |   |                      |                      |                      |                      |                      |  |
|  | 5                     | Argentino de Rosario     | 1                     | 1                     | 2 (2)                 |       |       |                                   |                                   |                                   |                                   |                                   |  |   |                      |                      |                      |                      |                      |  |
|  | 5                     | Argentino de Rosario     | 1                     | 1                     | 2 (2)                 |       |       |                                   |                                   |                                   |                                   |                                   |  | 1 | Puerto Nuevo         | 1                    | 2                    | 3 (5)                |                      |  |
|  |                       |                          |                       |                       |                       |       |       |                                   |                                   |                                   |                                   |                                   |  | 1 | Puerto Nuevo         | 1                    | 2                    | 3 (5)                |                      |  |
|  |                       |                          | 2                     | Centro Español        | 2                     | 1     | 3 (3) |                                   |                                   |                                   |                                   |                                   |  |   |                      |                      |                      |                      |                      |  |
|  | 1                     | Defensores de Cambaceres | 2                     | Centro Español        | 2                     | 1     | 3 (3) | 1                                 | 1                                 | 2                                 |                                   |                                   |  |   |                      |                      |                      |                      |                      |  |
|  | 1                     | Defensores de Cambaceres |                       |                       |                       |       |       |                                   |                                   | 2                                 |                                   |                                   |  |   |                      |                      |                      |                      |                      |  |
|  | 6                     | Muñiz                    | 0                     | 1                     | 1                     |       |       |                                   |                                   |                                   |                                   |                                   |  |   |                      |                      |                      |                      |                      |  |
|  | 6                     | Muñiz                    | 0                     | 1                     | 1                     |       | 1     | Defensores de Cambaceres          | 0                                 | 0                                 | 0                                 |                                   |  |   |                      |                      |                      |                      |                      |  |
|  |                       |                          |                       |                       |                       |       | 1     | Defensores de Cambaceres          | 0                                 | 0                                 | 0                                 |                                   |  |   |                      |                      |                      |                      |                      |  |
|  |                       |                          | 4                     | Centro Español        | 1                     | 0     | 1     |                                   |                                   |                                   |                                   |                                   |  |   |                      |                      |                      |                      |                      |  |
|  | 3                     | Juventud Unida           | 4                     | Centro Español        | 1                     | 0     | 1     | 0                                 | 0                                 | 0                                 |                                   |                                   |  |   |                      |                      |                      |                      |                      |  |
|  | 3                     | Juventud Unida           |                       |                       |                       |       |       |                                   |                                   | 0                                 |                                   |                                   |  |   |                      |                      |                      |                      |                      |  |
|  | 4                     | Centro Español           | 1                     | 0                     | 1                     |       |       |                                   |                                   |                                   |                                   |                                   |  |   |                      |                      |                      |                      |                      |  |
|  | 4                     | Centro Español           | 1                     | 0                     | 1                     |       |       |                                   |                                   |                                   |                                   |                                   |  |   |                      |                      |                      |                      |                      |  |
|  |                       |                          |                       |                       |                       |       |       |                                   |                                   |                                   |                                   |                                   |  |   |                      |                      |                      |                      |                      |  |

### Primera fase
La jugaron los seis equipos mejor ubicados en la tabla general, excluyendo a ambos finalistas. Se enfrentaron los que ocuparon las tres primeras posiciones con los tres restantes (el 1.º con el 6.º, el 2.º con el 5.º y el 3.º con el 4.º). Los ganadores pasaron a las semifinales.

#### Partidos
| 17 de noviembre, 17:00 | Muñiz | 0:1 (0:0) | Defensores de Cambaceres | Estadio 20 de Octubre, Tristán Suárez |  |
|                        |       | Reporte   |                          |                                       |  |

| 22 de noviembre, 17:00 | Defensores de Cambaceres | 1:1 (0:0) | Muñiz | Estadio 12 de Octubre, Ensenada |  |
|                        |                          | Reporte   |       |                                 |  |

| 17 de noviembre, 17:00 | Argentino de Rosario | 1:0 (0:0) | Sportivo Barracas | Estadio José Martín Olaeta, Rosario |  |
|                        |                      | Reporte   |                   |                                     |  |

| 23 de noviembre, 17:00 | Sportivo Barracas | 2:1 (2:0) (3:2 p.) | Argentino de Rosario | Estadio Nuevo Francisco Urbano, Morón |  |
|                        |                   | Reporte            |                      |                                       |  |

| 18 de noviembre, 17:00 | Centro Español | 1:0 (0:0) | Juventud Unida | Estadio Carlos Alberto Sacaan, Ituzaingó |  |
|                        |                | Reporte   |                |                                          |  |

| 22 de noviembre, 17:00 | Juventud Unida | 0:0     | Centro Español | Estadio Carlos Barraza, Pilar |  |
|                        |                | Reporte |                |                               |  |

### Semifinales
Las jugaron los vencedores de la Primera fase y el perdedor de la final por el título. Se enfrentaron, según la ubicación conseguida en la tabla general, los mejores con los dos restantes (el 1.º con el 4.º y el 2.º con el 3.º). Los ganadores pasaron a la final.
| 28 de noviembre, 17:00 | Centro Español | 1:0 (0:0) | Defensores de Cambaceres | Estadio Carlos Alberto Sacaan, Ituzaingó |  |
|                        |                | Reporte   |                          |                                          |  |

| 4 de diciembre, 17:00 | Defensores de Cambaceres | 0:0     | Centro Español | Estadio 12 de Octubre, Ensenada |  |
|                       |                          | Reporte |                |                                 |  |

| 29 de noviembre, 17:00 | Sportivo Barracas | 0:1 (0:0) | Puerto Nuevo | Estadio Nuevo Francisco Urbano, Morón |  |
|                        |                   | Reporte   |              |                                       |  |

| 4 de diciembre, 17:00 | Puerto Nuevo | 0:1 (0:0) (4:1 p.) | Sportivo Barracas | Estadio Rubén Carlos Vallejos, Campana |  |
|                       |              | Reporte            |                   |                                        |  |

### Final
La jugaron los dos ganadores de las semifinales. El vencedor ascendió a la Primera C.
| 12 de diciembre, 17:00 | Centro Español                               | 2:1 (1:0) | Puerto Nuevo          | Estadio Carlos Alberto Sacaan, Ituzaingó |                          |
|                        | Mauro Smarra Vargas 38' · Ramiro Reynoso 53' | Reporte   | Antonio Samaniego 46' | Árbitro(s): Juan Robledo                 | Árbitro(s): Juan Robledo |

| 19 de diciembre, 17:00               | Puerto Nuevo                                | 2:1 (1:0) (5:3 p.) | Centro Español      | Estadio Rubén Carlos Vallejos, Campana |                         |
|                                      | Rodrigo Martínez 8' · Antonio Samaniego 46' | Reporte            | Facundo Ponce 90+7' | Árbitro(s): Lucas Ozuna                | Árbitro(s): Lucas Ozuna |
| Puerto Nuevo ascendió a la Primera C |                                             |                    |                     |                                        |                         |

## Goleadores
| Jugador           | Equipo               | Goles |
| ----------------- | -------------------- | ----- |
| Nicolás Heiz      | Argentino de Rosario | 7     |
| Elías Torancio    | Cambaceres           | 7     |
| Antonio Samaniego | Puerto Nuevo         | 5     |